# タイ王国水上警察
タイ王国水上警察 (タイ語:กองบังคับการตํารวจน้ำ タイ語略:บก.รน.、英語：Royal Thai Marine Police Division）は、タイ王国国家警察中央捜査本部の一部局。1951年5月15日に設置。英語の翻訳から「タイ海上警察」とも呼ばれるが、海上だけではなくメコン川などの内水面も管轄する。

## 概要
水上警察は、タイ王国の内外水域における治安維持、環境と国益の保護、王族・要人警護、戦時軍事行動、犯罪予防および制圧、海難救助、石油・天然ガスの警備を任務としている。タイ政府の水上取締り機関は、タイ王国海軍、海上警察、関税局、漁業局であるが、強盗・海賊行為のなどの取り締まりは海軍もしくは水上警察が担当している。水上警察の担当領域は、領海内（12マイル以内）及びメコン川など内水面であり、それ以遠の公海上の海賊等の取り締まりは海軍に頼らざるを得ない。

## 歴史
（タイ王国国家警察中央捜査本部・歴史の項を参照のこと。）
タイ水上警察の創設の背景には、タイ経済における貿易活動の重要性の増加がある。
第二次世界大戦前までは、タイ王国は主に農産物やさまざまな日用雑貨を国内で生産し、多くの工業製品はヨーロッパなどから海外から輸入に頼っていた。そのため、1939年にヨーロッパで、第二次世界大戦が勃発すると、タイでは外国工業製品の不足に見舞われることになった。この問題を解決するために、当時のタイ政府は、国内への商品の輸出入を統制する仏歴2482年（1939）輸出入管理法を制定し、管理の統制を強化した。希少な外国製品の多くは海運で運ばれたため、同法律に従った管理業務を海上で効率よくできる組織を必要としたが、当時はそのような機能は不足していた。当時から国益の保護の為に水上警察の必要性は明らかであったといえる。
さらに、日本軍がタイへ南下してくると、1941年12月8日、日泰攻守同盟条約を結び、1942年1月25日にアメリカ合衆国とイギリスに対して宣戦布告した。しかし、1945年8月14日、日本が無条件降伏を受諾し、敗戦すると、タイでは親アメリカの自由タイ派に政権が交代し、タイ新政府は日本との同盟条約を破棄した。アメリカはタイ新政府を敵国条項に含めないことを認めたが、イギリスは否定的であった。そのためイギリスとの戦後処理が行われ、1946年1月1日シンガポールにおいて、イギリスとインドとの戦後処理合意に調印することになった。その合意事項は、24項目からなり、多くの点でタイを圧迫する内容であった。中でも特に重要な点は、王国は賠償として150万トンの米をイギリスの指定した機関に提供するというものであった。このため、以後タイからイギリスへ賠償の為に多くの米が輸出されていった。
さらに、当時世界中が戦後の食糧不足に苦しんでいたが、タイは生産基盤が破壊されなかったために、米穀類を大量に安く生産することができた。そのため、タイでは海運を使った米の輸出量がさらに増大していった。このような中で、同時に密貿易も横行するようになり、輸出入取締りの必要性も増大していった。しかし当時のタイには、海上密貿易を取り締まれるような十分な大きさの舟艇を持った公機関は無く、関税局が小型船舶で直接取り締まるか、海軍に頼るより無かった。1947年12月、海軍に海上取締りを委託した。
政府は、国民の利益の為に海軍に代わって海上での違法行為を取り締まる公的機関の必要性を認識し、国防省と内務省の見解の基づき、当時のタイ国家警察局に水上警察の創設を命じ、中央捜査本部に配属させた。
1951年、水上警察創設の為に海軍は、沿岸県での無線局設置費用とオランダから60フィート級巡視艇3隻購入の費用として警察局に予算を分配した。さらに海軍は消防隊に消防船、パーククローンサーン取締隊に30フィート級巡視艇2隻を譲った。1952年5月15日、設置準備を終え、水上警察は誕生した。

## 本部所在地
サムットプラーカーン県 ムアンサムットプラーカーン郡　タムボン・バーンドゥワン　スクムウィット通り 第6地区　ソーイ169
（169 ซอย เทศบาล 6 ถนน สุขุมวิท ต.บางด้วน อ.เมือง จ.สมุทรปราการ 10270）

## 組織

### 中央
- 本部（ฝ่ายอำนวยการ：ฝอ.）
- 110-180フィート級巡視船グループ（กลุ่มงานเรือตรวจการณ์ขนาด 110 - 180 ฟุต）
- 水上警察貯蓄組合（สหกรณ์ออมทรัพย์ตำรวจน้ำ）
- 第1管区（กองกำกับการ 1:กก.1）‐土木技術、港湾分野
- 第2管区（กองกำกับการ 2:กก.2）‐事故調査、海賊関連分野
- 第3管区（กองกำกับการ 3:กก.3）‐沿岸警備、治安特別任務分野

### 地方
第4管区から第11管区まで地方管区水上警察本部としての役割をもつ。
- 第4管区（กองกำกับการ 4:กก.4）‐バンコク
  - 第1署‐バーンパイン（アユタヤ県）（ส.รน.1 กก.4 บก.รน.）
  - 第2署‐バーンラック（バンコク都）（ส.รน.2 กก.4 บก.รน.）
  - 第3署‐サムットプラーカーン （サムットプラーカーン県）（ส.รน.3 กก.4 บก.รน.）
  - 第4署‐サムットサーコーン（サムットサーコーン県）（ส.รน.4 กก.4 บก.รน.）
  - 第5署‐プラーンブリー（プラチュワップキーリーカン県）（ส.รน.5 กก.4 บก.รน.）
  - 第6署‐バーンサパーン（プラチュワップキーリーカン県）（ส.รน.6 กก.4 บก.รน.）
- 第5管区‐チョンブリー（กองกำกับการ 5:กก.5）
  - 第1署‐シーラーチャー（チョンブリー県）（ส.รน.1 กก.5 บก.รน.）
  - 第2署‐シーチャン島（チョンブリー県）（ส.รน.2 กก.5 บก.รน.）
  - 第3署‐サッタヒープ郡 （チョンブリー県）（ส.รน.3 กก.5 บก.รน.）
  - 第4署‐ターチャレープ（チャンタブリー県）（ส.รน.4 กก.5 บก.รน.）
  - 第5署‐レームゴープ（トラート県）（ส.รน.5 กก.5 บก.รน.）
  - 第6署‐クローンヤイ（トラート県）（ส.รน.6 กก.5 บก.รน.）
- 第6管区‐スラートターニー （กองกำกับการ 6:กก.6）
  - 第1署‐チュムポーン（チュムポーン県）（ส.รน.1 กก.6 บก.รน.）
  - 第2署‐スラートターニー（スラートターニー県）（ส.รน.2 กก.6 บก.รน.）
  - 第3署‐サムイ島（スラートターニー県）（ส.รน.3 กก.6 บก.รน.）
  - 第4署‐カノーム（ナコーンシータンマラート県）（ส.รน.4 กก.6 บก.รน.）
  - 第5署‐パークパナン（ナコーンシータンマラート県）（ส.รน.5 กก.6 บก.รน.）
- 第7管区‐ソンクラー（กองกำกับการ 7:กก.7）
  - 第1署‐ソンクラー（ソンクラー県）（ส.รน.1 กก.7 บก.รน.）
  - 第2署‐パッターニー（パッターニー県）（ส.รน.2 กก.7 บก.รน.）
  - 第3署‐ナラーティワート（パッターニー県）（ส.รน.3 กก.7 บก.รน.）
  - 第4署‐タークバイ（ナラーティワート県）（ส.รน.4 กก.7 บก.รน.）
- 第8管区‐プーケット（กองกำกับการ 8:กก.8）
  - 第1署‐ラノーン （ラノーン県）（ส.รน.1 กก.8 บก.รน.）
  - 第2署‐パンガー（パンガー県）（ส.รน.2 กก.8 บก.รน.）
  - 第3署‐プーケット（プーケット県）（ส.รน.3 กก.8 บก.รน.）
- 第9管区‐トラン（กองกำกับการ 9:กก.9）
  - 第1署‐クラビー（クラビー県）（ส.รน.1 กก.9 บก.รน.）
  - 第2署‐カンタン（トラン県）（ส.รน.2 กก.9 บก.รน.）
  - 第3署‐サトゥーン（サトゥーン県）（ส.รน.3 กก.9 บก.รน.）
- 第10管区‐ムックダーハーン（กองกำกับการ 10:กก.10）
  - 第1署‐ナコーンパノム（ナコーンパノム県）（ส.รน.1 กก.10 บก.รน.）
  - 第2署‐タートパノム（ナコーンパノム県）（ส.รน.2 กก.10 บก.รน.）
  - 第3署‐ムックダーハーン（ムックダーハーン県）（ส.รน.3 กก.10 บก.รน.）
  - 第4署‐ケーンマラート（ウボンラーチャターニー県）（ส.รน.4 กก.10 บก.รน.）
  - 第5署‐コーンチアム（ウボンラーチャターニー県）（ส.รน.5 กก.10 บก.รน.）
- 第11管区‐ノーンカーイ（กองกำกับการ 11:กก.11）
  - 第1署‐チエンセーン（チエンラーイ県）（ส.รน.1 กก.11 บก.รน.）
  - 第2署‐チエンコーン（チエンラーイ県）（ส.รน.2 กก.11 บก.รน.）
  - 第3署‐ウィエンケン（チエンラーイ県）（ส.รน.3 กก.11 บก.รน.）
  - 第4署‐チエンカーン（ルーイ県）（ส.รน.4 กก.11 บก.รน.）
  - 第5署‐シーチエンマイ（ノーンカーイ県）（ส.รน.5 กก.11 บก.รน.）
  - 第6署‐ノーンカーイ（ノーンカーイ県）（ส.รน.6 กก.11 บก.รน.）
  - 第7署‐ブンカーン（ノーンカーイ県）（ส.รน.7 กก.11 บก.รน.）

## 設備

### 巡視船艇
- 巡視船
  - 180フィート級巡視船
  - 110フィート級巡視船
- 巡視艇
  - 80-90フィート級巡視艇
  - 60-70フィート級巡視艇
  - 50フィート級巡視艇
- 沿岸巡視艇
  - 40フィート級巡視艇
  - 30フィート級巡視艇
- 河川巡視艇
  - 20-30フィート級巡視艇
  - 15フィート級巡視艇

2005年時点において、110-180フィート級巡視船6隻を保有し、タイランド湾北部、タイランド湾南部、アンダマン海にそれぞれ1隻ずつ配備している。他の3隻のうち2隻は海賊対策や要人警護などの特別な任務に就き、残りの1隻は予備。

## 多国間協定
- アジア海賊対策地域協力協定（ReCAAP）[6]　締約国

## 関連事項
- タイ王国国家警察庁
- タイ王国国家警察中央捜査本部
- 水上警察
- 沿岸警備隊